# Mecopisthes paludicola
Mecopisthes paludicola là một loài nhện trong họ Linyphiidae.
Loài này thuộc chi Mecopisthes. Mecopisthes paludicola được Robert Bosmans miêu tả năm 1993.